# Satán vive
Satán vive es el nombre del primer disco del grupo español Narco, procedente de Sevilla. El álbum fue lanzado en el año 1997.

## Canciones
| N.º | Título            | Duración |  |
| 1.  | «Los sicarios»    | 5:19     |  |
| 2.  | «Cree en Dios»    | 3:43     |  |
| 3.  | «El santo»        | 3:21     |  |
| 4.  | «Chaves»          | 3:50     |  |
| 5.  | «Kolikotrón»      | 5:12     |  |
| 6.  | «D.J. Muerto»     | 3:14     |  |
| 7.  | «Nacé paqué»      | 2:50     |  |
| 8.  | «Hemorroides»     | 2:47     |  |
| 9.  | «La puta policía» | 4:23     |  |
| 10. | «Seke-6»          | 3:44     |  |
| 11. | «Er tito»         | 3:59     |  |

## Personal
- Vikingo M.D. – voz
- Chato Chungo – voz
- Diablero Diaz – guitarra
- Amnésico – bajo
- DJ Muerte – DJ
- Manipulador – batería

- Datos: Q6122118